# 北山站 (京都府)
北山站（日语：／ Kitayama eki */?）是位於日本京都府京都市北區，屬於京都市營地下鐵烏丸線的鐵路車站，車站編號是K03。

## 歷史
- 1990年（平成2年）10月24日 - 烏丸線由北大路站延長至此站而開業[1]。當時是起點站。
- 1997年（平成9年）6月3日 - 京都市營地下鐵烏丸線由此站延伸至國際會館站，成為中途站[1]。

## 車站構造
本站位於北山通之下，屬於地下車站。地下1樓設有1個車站大廳層的驗票閘口，地下2樓則為1面2線的島式月台。地下1樓與地下2樓各設有升降機、扶手電梯1部與2條樓梯。1號與2號出入口在東側（松崎側），1號出入口位於北山通南側行人道上，2號出入口位於北山通北側行人道上。3號與4號出入口在西側（北大路側），3號出入口在北山通南側行人道上，4號出入口在北山通北側行人道上。3號出入口設有升降機，併設京都市營運的自行車停車場。

北山站各部的圖像
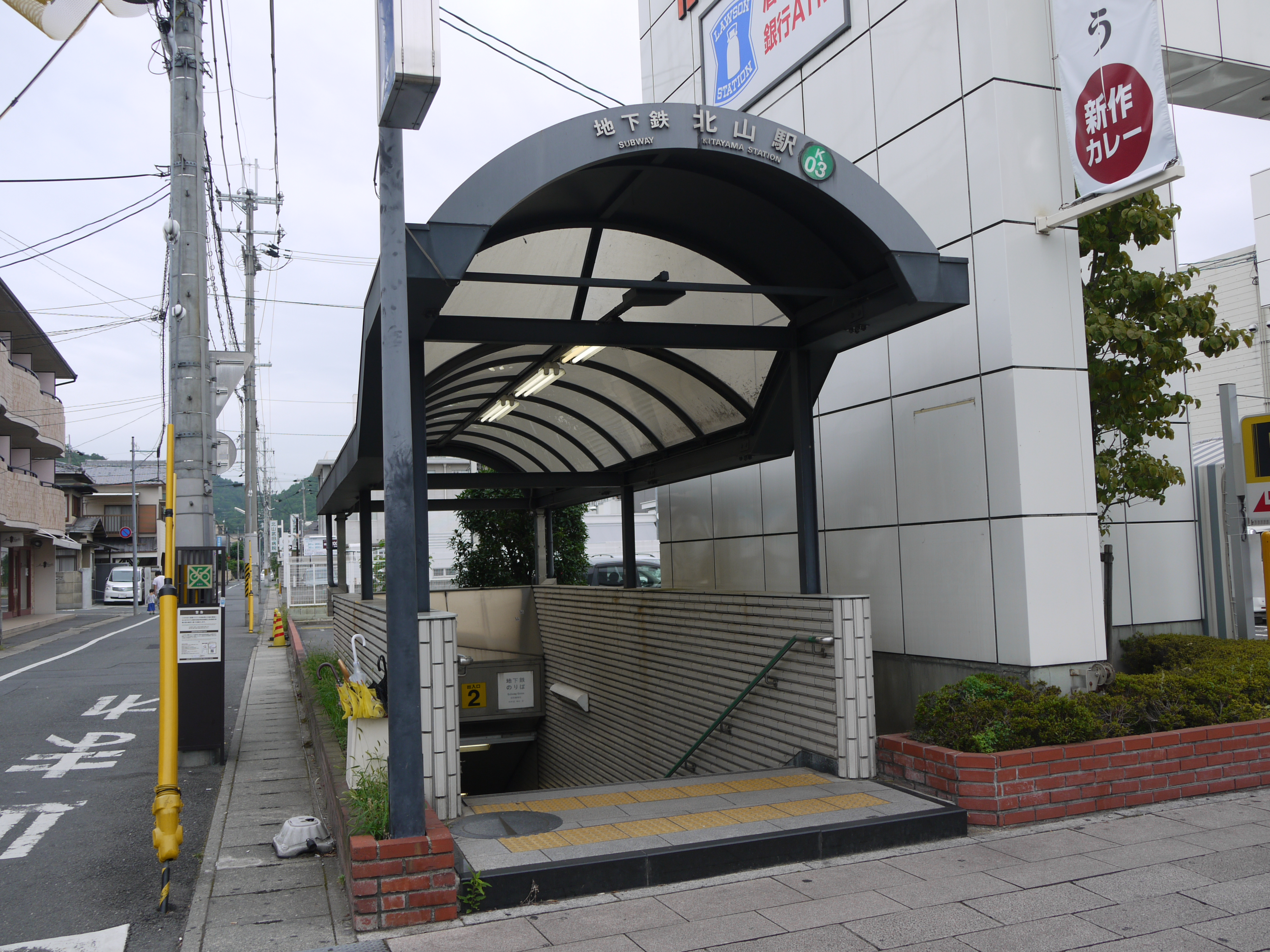
2號出入口(2014年8月)
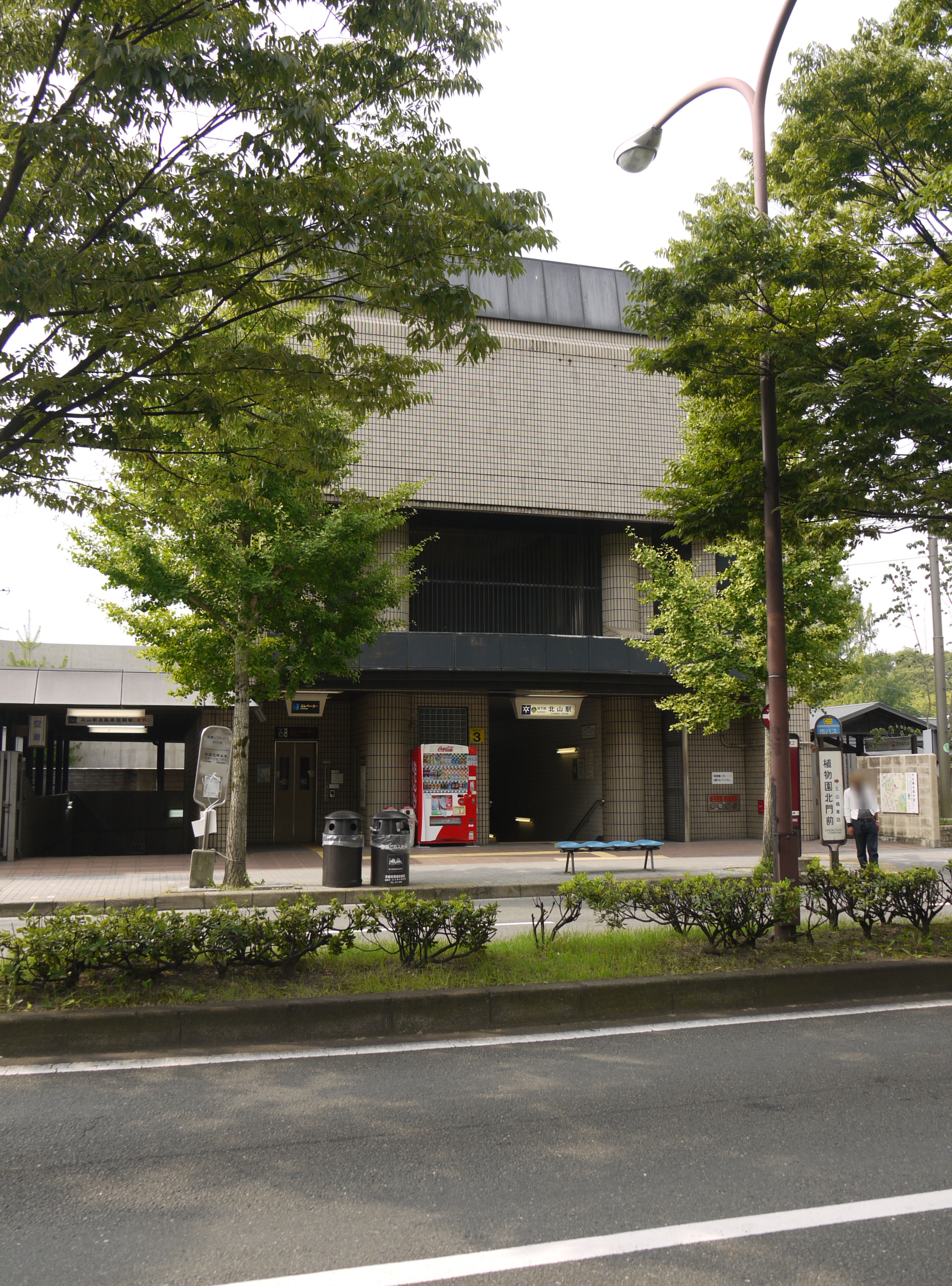
3號出入口(2014年7月)
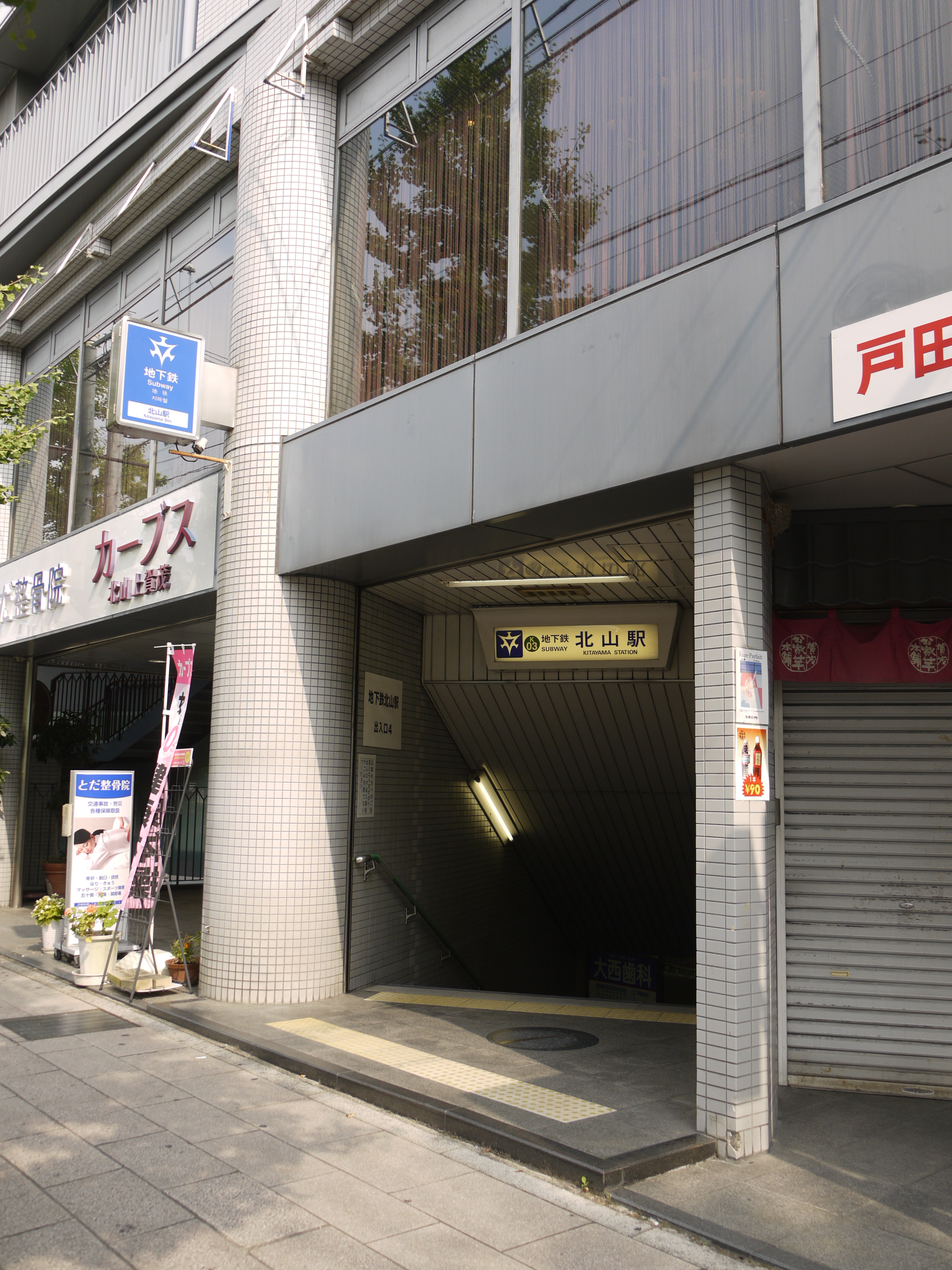
4號出入口(2014年7月)
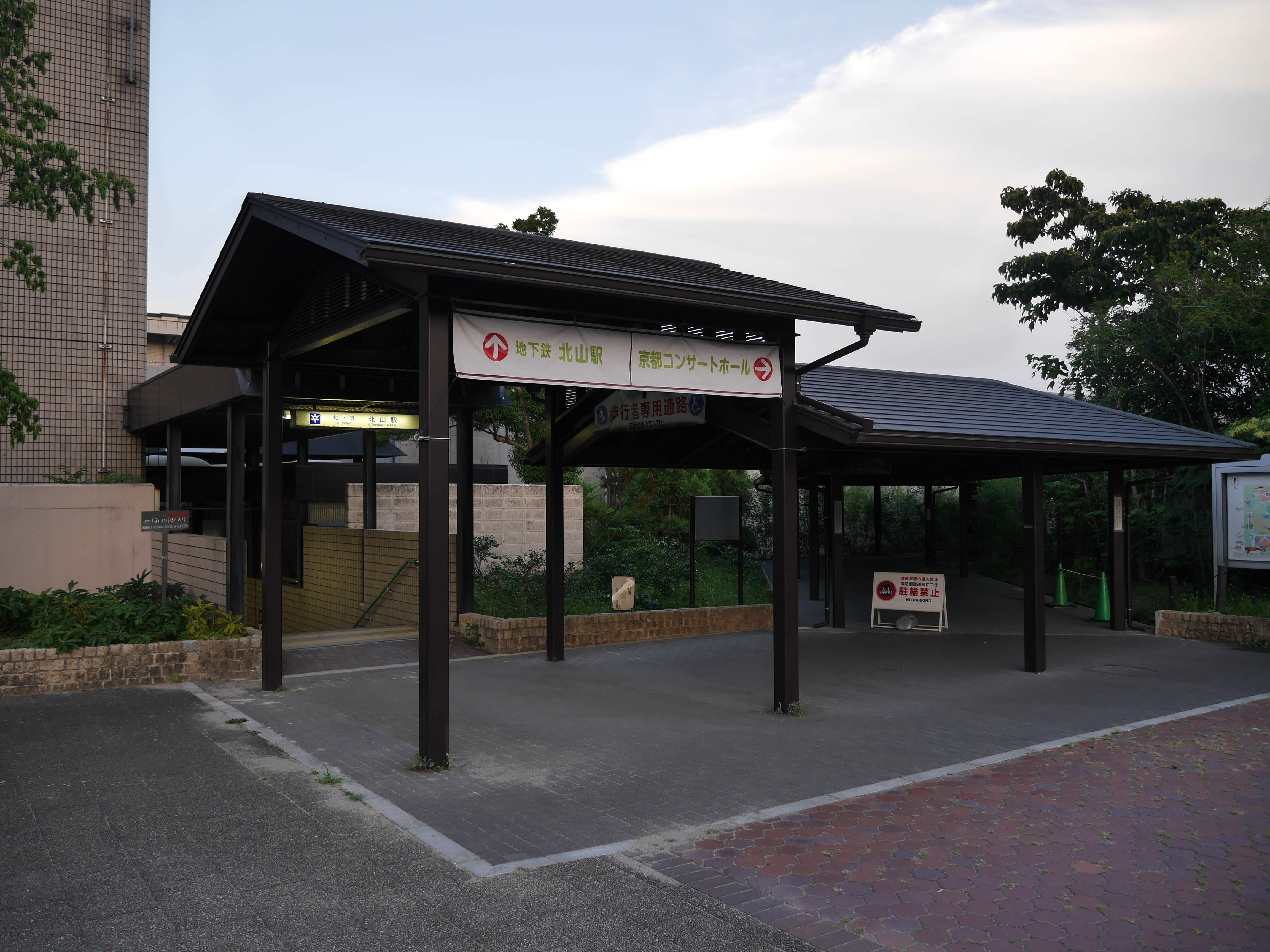
5號出入口(2015年8月)
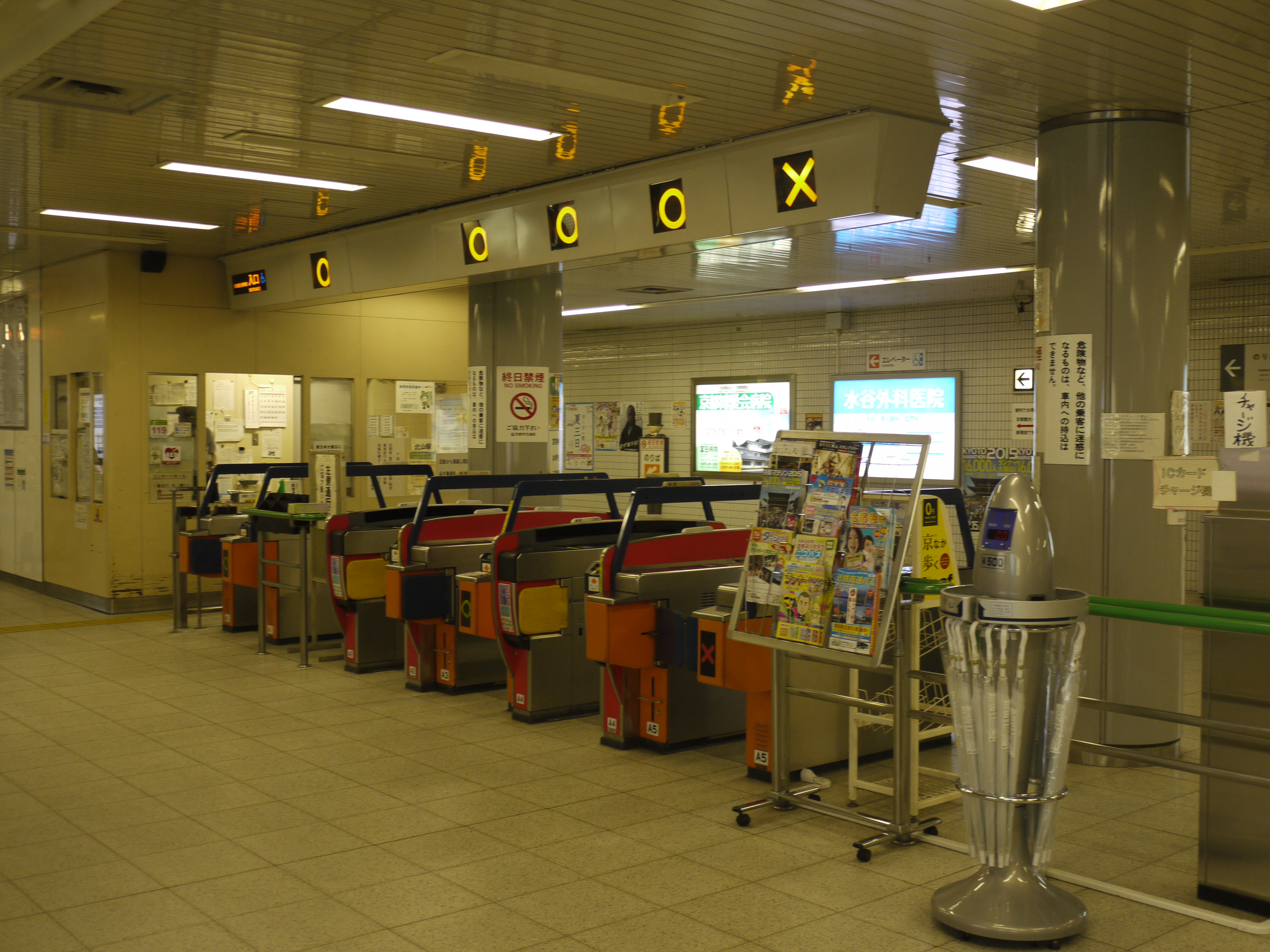
驗票閘口(2014年7月)
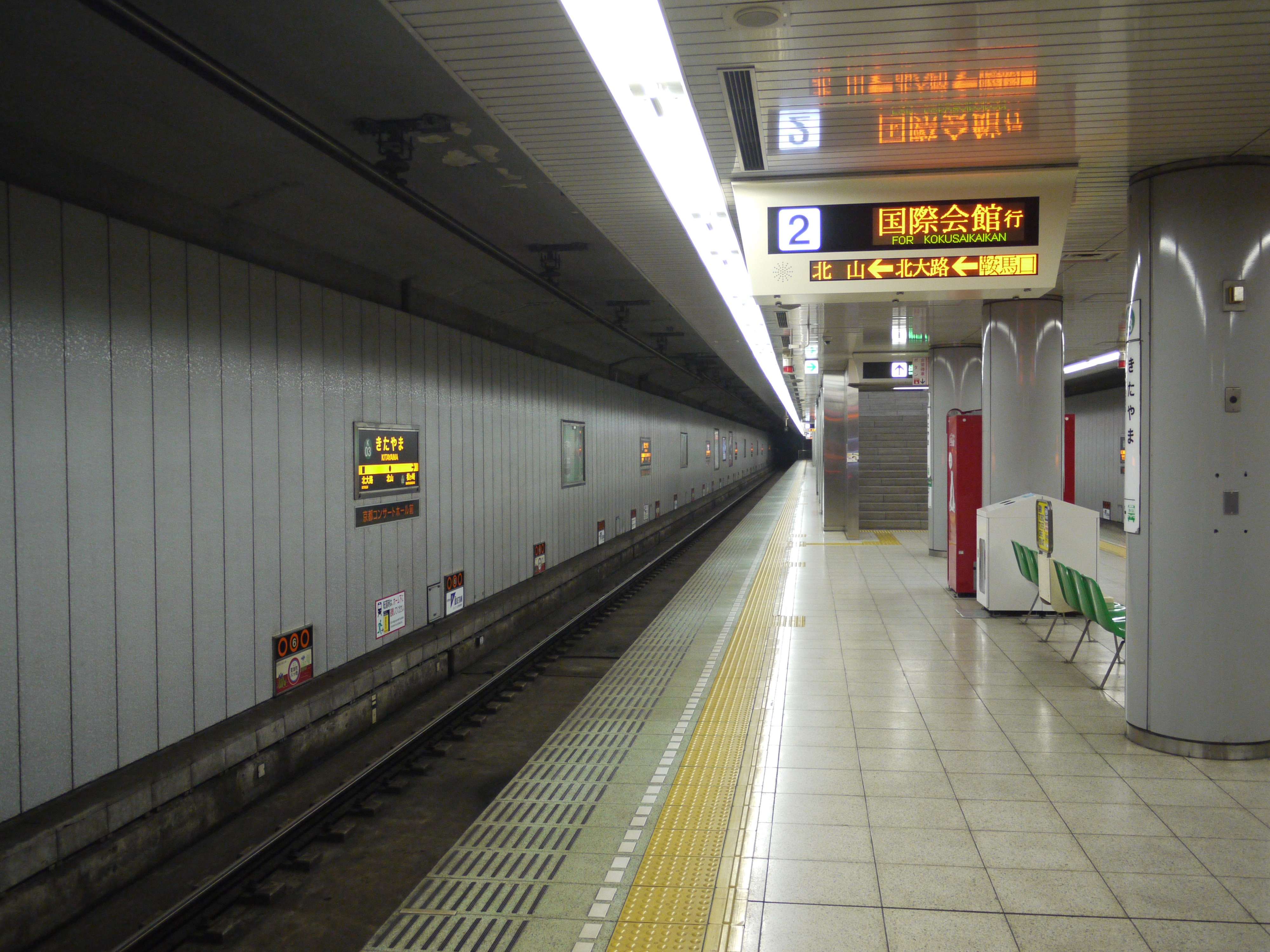
月台(2014年7月)
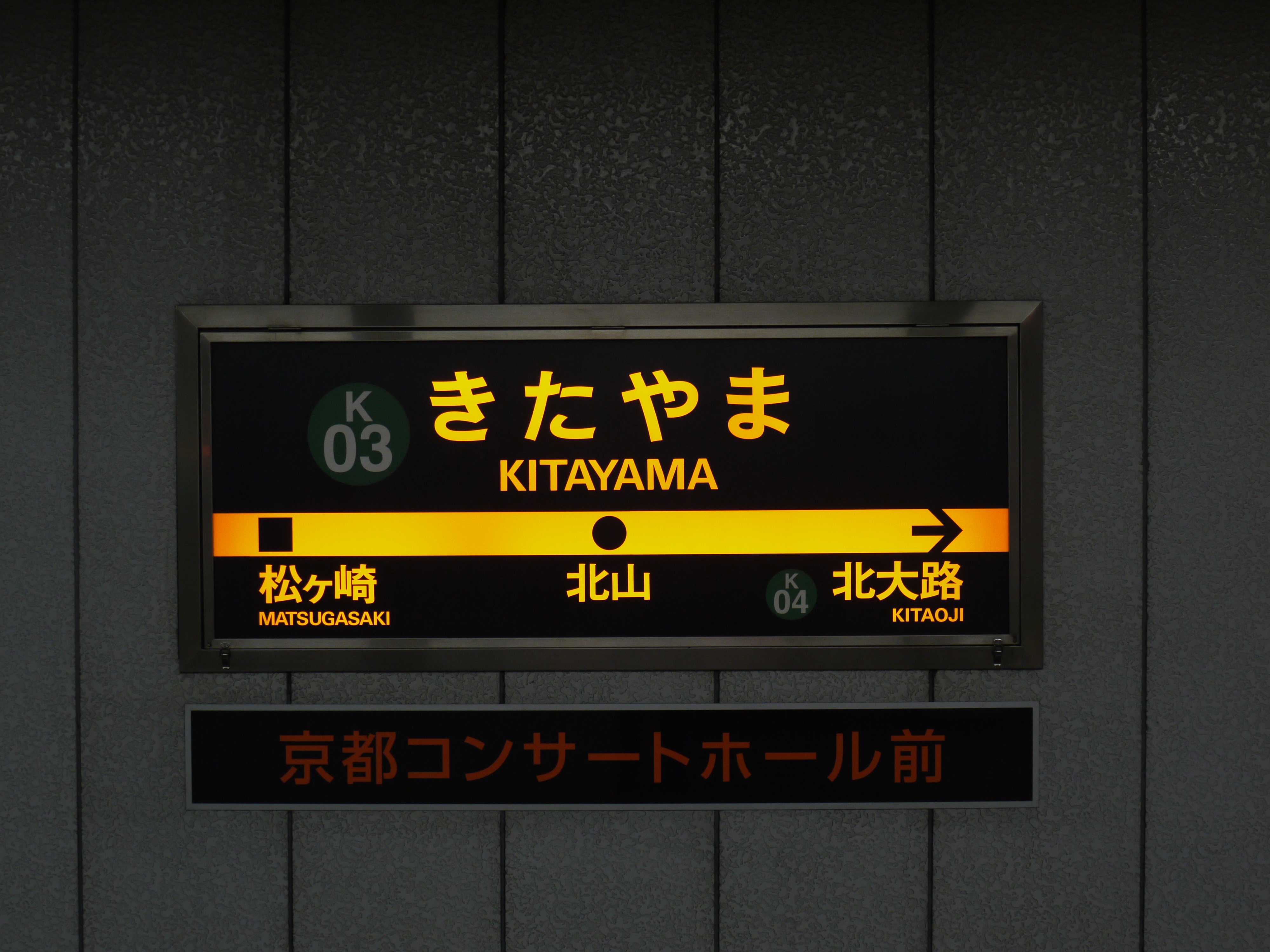
站名牌(2014年7月)

### 月台配置
| 月台 | 路線   | 方向 | 目的地                         |
| ---- | ------ | ---- | ------------------------------ |
| 1    | 烏丸線 | 下行 | 四條、京都、竹田、近鐵奈良方向 |
| 2    | 烏丸線 | 上行 | 往國際會館                     |

## 利用狀況
2016年（平成28年）度的1日平均上下車人次為14,083人。
各年度的1日平均上下、上車人次如下表。
| 年度               | 1日平均 上下車人次 | 1日平均 上車人次 | 來源   |
| ------------------ | ------------------ | ---------------- | ------ |
| 1998年（平成10年） |                    | 5,990            | [ 5 ]  |
| 1999年（平成11年） | 12,059             | 5,994            | [ 6 ]  |
| 2000年（平成12年） | 12,130             | 6,046            | [ 7 ]  |
| 2001年（平成13年） | 12,418             | 6,186            | [ 8 ]  |
| 2002年（平成14年） | 12,376             | 6,176            | [ 9 ]  |
| 2003年（平成15年） | 12,669             | 6,323            | [ 10 ] |
| 2004年（平成16年） | 12,695             | 6,328            | [ 10 ] |
| 2005年（平成17年） | 12,838             | 6,403            | [ 10 ] |
| 2006年（平成18年） | 12,896             | 6,431            | [ 10 ] |
| 2007年（平成19年） | 13,073             | 6,516            | [ 10 ] |
| 2008年（平成20年） | 13,109             | 6,543            | [ 10 ] |
| 2009年（平成21年） | 12,900             | 6,427            | [ 11 ] |
| 2010年（平成22年） | 12,820             | 6,393            | [ 11 ] |
| 2011年（平成23年） | 12,589             | 6,278            | [ 11 ] |
| 2012年（平成24年） | 13,063             | 6,514            | [ 11 ] |
| 2013年（平成25年） | 13,310             | 6,638            | [ 11 ] |
| 2014年（平成26年） | 13,705             | 6,834            | [ 12 ] |
| 2015年（平成27年） | 13,916             | 6,941            | [ 12 ] |
| 2016年（平成28年） | 14,083             | 7,024            | [ 4 ]  |

## 相鄰車站
京都市交通局（京都市營地下鐵）
 烏丸線■急行 ■普通
松崎（K02）－北山（K03）－北大路（K04）

## 外部連結
- 北山站（页面存档备份，存于） - 京都市交通局